# Форшева Олеся Олександрівна
Олеся Олександрівна Форшева (рос. Олеся Александровна Форшева; дошлюбне прізвище — Красномовець (рос. Красномовец); нар. 8 липня 1979) — російська легкоатлетка, яка спеціалізувалася на бігу на короткі дистанції.
На внутрішніх змаганнях в Росії представляла Свердловську область.
Чоловік — Дмитро (нар. 1976) — призер чемпіонатів світу та Європи в приміщенні з естафетного бігу 4×400 метрів.

## Спортивні досягнення
Срібна олімпійська призерка з естафетного бігу 4×400 метрів (2004).
Чемпіонка світу з естафетного бігу 4×400 метрів (2005).
Чемпіонка світу в приміщенні з бігу на 400 метрів (2006) та естафетного бігу 4×400 метрів (2004, 2006). Срібна призерка чемпіонату світу в приміщенні з бігу на 400 метрів (2004).
Чемпіонка Європи в приміщенні з естафетного бігу 4×400 метрів (2011). Срібна призерка чемпіонату Європи в приміщенні з бігу на 400 метрів (2011).
Переможниця змагань з естафетного бігу 4×400 метрів на Кубку Європи (2008).
Чемпіонка Росії з естафетного бігу 4×400 метрів (2011).
Чемпіонка Росії в приміщенні з бігу на 400 метрів (2011).
Рекордсменка світу та Європи в приміщенні з естафетного бігу 4×400 метрів — 3.23,88 (2004) та 3.23,37 (2006).

## Визнання
- Заслужений майстер спорту Росії
- Медаль ордена «За заслуги перед Вітчизною» II ступеня